# Café d'Europe
Café d'Europe o Café Europe fu un'iniziativa culturale organizzata dall'Institute of the Regions of Europe in occasione della Festa dell'Europa 2006, durante la presidenza austriaca del Consiglio dell'Unione europea.
Il 9 maggio 2006, in 27 caffè di 27 paesi furono organizzate discussioni aperte al pubblico, sulla natura e la particolarità dell'Unione europea.
Nell'ambito di questa iniziativa furono inserite altre tre iniziative: The Stories of Europe, The Europe Journal e Sweet Europe.

## Caffè partecipanti
| Paese       | Città       | Caffè                               |
| ----------- | ----------- | ----------------------------------- |
| Austria     | Vienna      | Café Central                        |
| Belgio      | Bruxelles   | Café Falstaff                       |
| Bulgaria    | Sofia       | Café Bulgaria, Grand Hotel Bulgaria |
| Cipro       | Nicosia     | Flo Café                            |
| Danimarca   | Copenaghen  | Café Sommersko                      |
| Estonia     | Tallinn     | Kohvik Bestseller                   |
| Finlandia   | Helsinki    | Kappeli                             |
| Francia     | Parigi      | Café Les Deux Magots                |
| Germania    | Berlino     | Café Einstein                       |
| Grecia      | Atene       | Café Ianos                          |
| Irlanda     | Dublino     | Bewley’s Café                       |
| Italia      | Roma        | Bibli Libri e Caffè                 |
| Lettonia    | Riga        | Kafejnica „Monte Kristo-kafija“     |
| Lituania    | Vilnius     | Tores                               |
| Lussemburgo | Lussemburgo | Café am Musée                       |
| Malta       | La Valletta | Café Cordina                        |
| Paesi Bassi | Amsterdam   | Café Americain                      |
| Polonia     | Varsavia    | Kawiarnia Nowy Swiat                |
| Portogallo  | Lisbona     | Martinho da Arcada                  |
| Regno Unito | Londra      | Waterstone’s Store                  |
| Rep. Ceca   | Praga       | Café Slavia                         |
| Romania     | Bucarest    | Grand Café Galleron                 |
| Slovacchia  | Bratislava  | Café Roland                         |
| Slovenia    | Lubiana     | Café del Grand Hotel Union          |
| Spagna      | Madrid      | Circulo de Bellas Artes             |
| Svezia      | Stoccolma   | Grillska Huset                      |
| Ungheria    | Budapest    | Centrál Kávéház                     |

## The Stories of Europe
Jiří Gruša, presidente di PEN International, ha ideato per l'occasione Temptress Europe un breve testo sull'Europa, perché fosse rivisitato e reinterpretato da scrittori di tutta Europa.

## The Europe Journal
In occasione del giorno europeo 2006 fu sperimentata la pubblicazione di un giornale europeo, intitolato The Europe Journal. Venne pubblicato dalla Frankfurter Allgemeine Zeitung con una redazione di giornalisti di tutta Europa, e venne pubblicato in lingua inglese e tedesca.

## Sweet Europe
Alla luce del fatto che i dolciumi sono parte integrante della cultura dei caffè europei, fu scelto un dolce per ogni paese partecipante. Una selezione di questi dolci veniva offerta dai locali coinvolti nell'iniziativa Café d'Europe e tutte le ricette vennero raccolte e la pubblicazione fu regalata ai partecipanti.
| Paese       | Dolce                        |
| ----------- | ---------------------------- |
| Belgio      | Waffeln                      |
| Bulgaria    | Mliako s oriz (мляко с ориз) |
| Danimarca   | Wienerbrød                   |
| Germania    | Streuselkuchen               |
| Estonia     | Kaerahelbeküpsised           |
| Finlandia   | Laskiaispulla                |
| Francia     | Madeleine                    |
| Grecia      | Vasilopita (Βασιλόπιτα)      |
| Irlanda     | Scones                       |
| Italia      | Tiramisù                     |
| Lettonia    | Rupjmaizes kārtojums         |
| Lituania    | Šakotis                      |
| Lussemburgo | Apfelkuchen                  |
| Malta       | Imqaret                      |
| Paesi Bassi | Tompoezen                    |
| Austria     | Gugelhupf                    |
| Polonia     | Mazurek kajmakowy            |
| Portogallo  | Pastel de nata               |
| Romania     | Cozonac                      |
| Svezia      | Kanelbulle                   |
| Slovacchia  | Orechový závin               |
| Slovenia    | Prekmurska gibanica          |
| Spagna      | Tarta de Santiago            |
| Rep. Ceca   | Kolatsche                    |
| Ungheria    | Dobostorte                   |
| Regno Unito | Shortbread                   |
| Cipro       | Baklava (μπακλαβάς)          |